# Manuel García Morente
Manuel García Morente (Arjonilla, província de Jaén, 22 d'abril de 1886 - Madrid, 7 de desembre de 1942) va ser un filòsof espanyol, alumne de la Institución Libre de Enseñanza i col·laborador en el seu quadre de professors. Convertit al catolicisme, va ser ordenat prevere en 1940.

## Biografia
Era fill d'un pare anticlerical volterià i d'una mare fervent catòlica. Va tenir una educació europea d'alta formació intel·lectual. Va cursar el batxillerat en el Liceu de Baiona, aconseguint diploma de llicenciat en Lletres en la Universitat de Bordeus en 1905. Ja a Espanya, es va integrar en la Institución Libre de Enseñanza (1906), gràcies a la qual va viatjar a Alemanya, becat per la Junta d'Ampliació d'Estudis. Allí es va iniciar en la filosofia dels neokantians de Marburg: Cassirer, Cohen i Natorp.
En 1912 va guanyar la càtedra d'Ètica de la Universitat de Madrid; a partir de llavors, es va dedicar a la docència, activitat en la qual va adquirir fama com a autor d'exposicions clares, d'alt valor didàctic. En aquell moment, el seu pensament oscil·lava entre el kantisme —la seva tesi doctoral versà sobre La estética de Kant (1912); va escriure la monografia La filosofía de Kant, Una introducción a la filosofía (1917); realitzà traduccions de la Crítica del juicio (1914), de la Crítica de la razón práctica (1918) i de la Fundamentación de la metafísica de las costumbres (1921) kantianes— i el bergsonisme —La filosofía de Bergson (1917). Durant els anys vine van incidir sobre la seva ment el biologisme històric de Spengler (va traduir la famosa obra Decadència d'Occident, del citat filòsof de la història alemany), així com Rickert, Simmel, i l'axiologia, gràcies a la incorporació que es va fer de l'obra de Scheler i Hartmann a través de la Revista de Occidente. En les acaballes d'aquest decenni, va acabar les traduccions de les obres Recerques lògiques, d'Edmund Husserl (1929), juntament amb José Gaos, i Origen del conocimiento moral, de Franz Brentano.
En 1930, sota el ministeri d'Elías Tormo Monzó, va ser nomenat subsecretari d'Educació Pública i, en 1932, va ser nomenat degà de la Facultat de Filosofia i Lletres de la Universitat Central de Madrid. Allí es va convertir en l'artífex de la nova Facultat en els terrenys de la Ciutat Universitària, en estreta col·laboració amb l'arquitecte Agustín Aguirre. Durant aquests anys, García Morente va publicar El mundo del niño (1928), Ensayos sobre el progreso (1932), Ensayo sobre la vida privada (1935) i El ámbito anímico (1935).
En 1933 va participar, al costat de l'arqueòleg Antonio García y Bellido, en l'expedició que, a bord del Ciudad de Cádiz va recórrer durant 48 dies els principals jaciments arqueològics del Mediterrani.
Després de l'inici de la Guerra Civil, en 1936, destituït dels seus càrrecs a la Universitat de Madrid, García Morente es va traslladar a París. En aquesta ciutat, en la matinada del 29 al 30 d'abril de 1937, després d'escoltar La infantesa de Crist, de Hector Berlioz, va sofrir una profunda vivència de transformació interior, a la qual es va referir com «el fet extraordinari»; aquesta experiència desencadenaria la seva conversió al catolicisme.
El juliol del 1937 va marxar a l'Argentina, on va ser professor en la Universitat Nacional de Tucumán, activitat de la qual procedeixen les seves populars Lecciones preliminares de filosofía (1938). Al juny de 1938 va tornar a Espanya per iniciar la seva formació com a seminarista a Pontevedra i, sent admès en el Seminari de Madrid durant 1939, rebre l'orde sacerdotal de prevere en 1940.
Va ser membre de nombre de la Reial Acadèmia de Ciències Morals i Polítiques des de 1930. Els últims anys de la seva vida, ja assimilada la filosofia tomista (entre els seus escrits inèdits es troba la traducció de les cinc primeres qüestions de la Summa teològica), els va dedicar a completar els seus estudis sobre la Filosofia de la historia de España (1942), Ideas para una filosofía de la historia de España, i al desenvolupament de les metafísiques especials larvades en la seva diferenciació dels diferents àmbits de la realitat: físic, psíquic, ideal, axiològic, històric i sobrenatural.
Va morir a Madrid el 7 de desembre de 1942. Posteriorment, Juan Zaragüeta va publicar la seva obra Fundamentos de filosofía (Madrid, 1967, 6ª ed.), utilitzant-hi escrits de García Morente.
Gran divulgador, traductor de destacades obres del pensament europeu, filòsof d'encuny original, extraordinari professor. García Morente és una de les figures més destacades de la vida universitària espanyola de la primera meitat del segle xx.